# Trenner
Als Trenner oder auch Bumper bezeichnet man im Rundfunk kurze prägnante Toneffekte (bzw. beim Fernsehen zusätzlich kurze Animationen/Blenden), die in Nachrichtenformaten Themen voneinander trennen und den Anfang eines neuen Themas verdeutlichen sollen. Trenner dauern meist nur wenige Sekunden. Auch Werbung und Programminhalte werden – je nach Gesetzeslage – oftmals durch einen Werbetrenner voneinander abgegrenzt.
Früher wurden Trenner (wie auch Jingles) von speziellen Bandmaschinen abgespielt, auf denen sie mehrfach vorhanden waren. So kam es manchmal vor, dass das Band bei einer Fehlfunktion weiterlief, was den Sendungsverlauf sowie Moderatoren störte. Heute sind sie digital gespeichert und werden computergestützt abgespielt.
Ein Beispiel für Trenner sind die Mainzelmännchen im ZDF.